# Комитет государственной безопасности Республики Беларусь

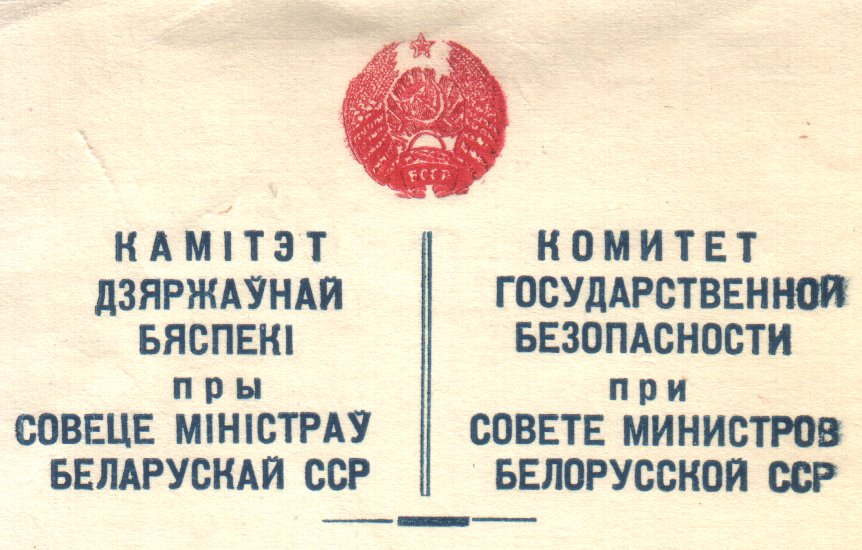
Правый верхний угол официального бланка КГБ БССР, 1973 год

Комите́т госуда́рственной безопа́сности Респу́блики Беларусь (КГБ РБ) (бел. Камітэ́т дзяржа́ўнай бяспе́кі Рэспу́блікі Белару́сь (КДБ РБ)) —  государственный орган исполнительной власти Белоруссии, спецслужба, предназначенная для обеспечения защиты независимости и территориальной целостности Республики Беларусь, защиты конституционного строя и государственного суверенитета белорусского государства, а также обеспечения национальной безопасности Белоруссии в политической, экономической, военной, научно-технологической, информационной, социальной, демографической и экологической сферах, ведения контрразведки и внешней разведки.
Находится под юрисдикцией президента Белоруссии.
Из-за вторжения России на Украину КГБ РБ находится под санкциями всех стран Евросоюза, США, Швейцарии и Японии.

## История
20 декабря 1917 года образована Всероссийская чрезвычайная комиссия по борьбе с контрреволюцией и саботажем (ВЧК) во главе с Ф. Э. Дзержинским.
1 марта 1922 года при Центральном Исполнительном Комитете БССР (ЦИК БССР) образована ГПУ (глава — Я. К. Ольский).
15 июля 1934 года создан НКВД БССР во главе с Л. М. Заковским.

В предвоенное время, период Великой Отечественной войны и послевоенные годы происходили многочисленные реорганизации органов госбезопасности БССР в соответствии со структурой органов госбезопасности СССР (НКГБ — НКВД — МГБ — МВД).

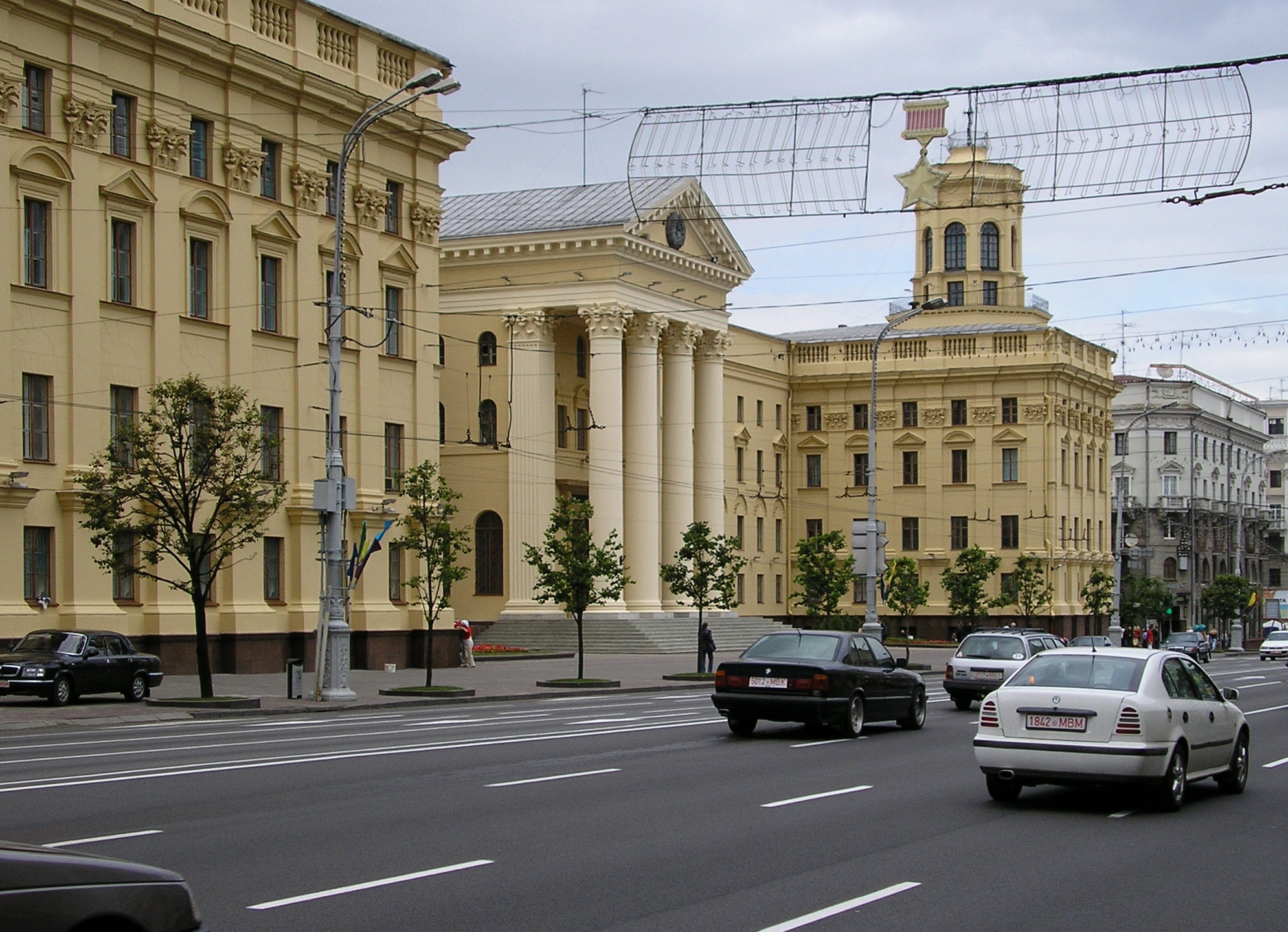
Здание КГБ на проспекте Независимости, д. 17

В марте 1954 года в ходе реформы МВД СССР образован Комитет государственной безопасности (КГБ) при Совете Министров СССР, а 19 мая 1954 года образован КГБ при Совете Министров БССР во главе с А. И. Перепелицыным.
В декабре 1978 года созданы самостоятельный КГБ СССР и КГБ БССР соответственно.
В сентябре 1991 года КГБ БССР был переименован в КГБ Республики Беларусь, в составе Межреспубликанской службы безопасности СССР (МСБ СССР). Начато формирование национального органа государственной безопасности независимого государства. Сформулированы его главные задачи — защита конституционного строя и государственного суверенитета белорусского государства, его экономических и политических интересов.
Законом Республики Беларусь от 23 октября 1991 № 1187-XII «Об изменении в системе органов государственного управления Республики Беларусь» Комитет государственной безопасности Республики Беларусь в составе МСБ СССР подчинён Верховному Совету Республики Беларусь.
В целях обеспечения безопасности Белоруссии 15 января 1992 года принято Постановление Верховного Совета Республики Беларусь № 1413-XII «О Временном положении о Комитете государственной безопасности Республики Беларусь», а 3 декабря 1997 года принят Закон Республики Беларусь № 102-З (ред. от 21.07.2008) «Об органах государственной безопасности Республики Беларусь».

## Санкции
После выборов и протестов 2020 года руководство КГБ попало под международные санкции. Так, Европейский союз 2 октября 2020 года включил в свой санкционный список бывшего председателя КГБ Валерия Вакульчика, его первого заместителя Сергея Теребова, а также заместителей — Дмитрия Реуцкого, Олега Чернышева и бывшего заместителя — Владимира Калача, а 6 ноября — и нового председателя Ивана Тертеля. Против этих лиц также ввели санкции Великобритания, Канада и Швейцария. Кроме того, 21 июня 2021 года Тертель и само КГБ были включены в список специально обозначенных граждан и заблокированных лиц США.
В 2022 году, на фоне вторжения России на Украину, «в ответ на то, что Белоруссия значительно способствовала и поддерживала вторжение России на Украину, а также поддерживала вооруженные силы России», КГБ было включено в санкционный список всех стран Евросоюза, США, Швейцарии и Японии, а Тертель — в санкционные списки вышеперечисленных стран и Украины.
15 февраля 2023 года Сенат Чехии признал КГБ организацией, поддерживающей терроризм.
В январе 2025 года к санкциям против КГБ присоединилась Канада.

## Деятельность
В КГБ РБ действуют отделы: контрразведка, разведка, военная контрразведка, радиоэлектронная разведка, по борьбе с организованной преступностью и по другим стратегическим направлениям.
Экс-кандидат в президенты Белоруссии Алесь Михалевич, попросивший политического убежища в Чехии, в начале 2011 года обвинил КГБ в применении пыток. Позднее аналогичная информация поступила от других задержанных 19 декабря 2010 года, которые оказались на свободе. О применении пыток рассказывали также задержанные в ходе молчаливых акций протеста летом 2011 года. Юристы Комитета против пыток ООН, куда намеревался подать заявление Михалевич, сообщили, что для подачи заявления следует сначала получить отказ во всех судебных инстанциях своей страны. В белорусскую военную прокуратуру был подготовлен ряд обращений и начато расследования, в рамках которого, в частности, дал показания Анатолий Лебедько.
С 2006 года в правозащитный центр «Весна» поступают обращения о попытке КГБ РБ завербовать или шантажировать активистов неправительственных молодёжных организаций.
Существуют предположения (неподтверждённые из-за полной закрытости организации) относительно деятельности КГБ по дискредитации дипломатических миссий иностранных государств и их правительств. После президентских выборов 2010 года в белорусских государственных СМИ была распространена информация «утечек» якобы через WikiLeaks, которые, возможно, были сфабрикованы КГБ. Также существует версия, что КГБ РБ стоит за анонимной травлей посла Венгрии в Белоруссии Ференца Контры.
Сотрудниками КГБ Белоруссии с 1994 года ведётся систематическая работа по пресечению деятельности нацистских группировок. 26 августа 2013 года сотрудники КГБ Белоруссии задержали в аэропорту г. Минска генерального директора ОАО «Уралкалий» Владислава Баумгертнера. Он обвинялся по ч. 3 ст. 33 и ч. 2 ст. 201 (Организация преступления, злоупотребление полномочиями, повлёкшее тяжкие последствия). В итоге Баумгертнера передали России, а дело было закрыто.
28 сентября 2021 года сотрудник КГБ, ворвавшийся в квартиру минчанина Андрея Зельцера, погиб в перестрелке с ним.
В декабре 2021 года компания Meta заявила о раскрытии и блокировке около полусотни предположительно связанных с КГБ учётных записей в Facebook и Instagram, распространявших недостоверные новости о миграционном кризисе на белорусско-польской границе с критикой действий Польши на английском, польском и курдском языках.
Весной 2022 года КГБ участвовал в борьбе с диверсиями против инфраструктуры Белорусской железной дороги, использовавшейся для переброски российских войск к границе с Украиной и их снабжения («рельсовой войной»), а также занимался чисткой кадров работников БЖД по политическим мотивам. По информации газеты «Наша Нива», весной 2022 года два офицера КГБ погибли в Гомельской области, подорвавшись на противотанковой мине, оставленной российскими войсками.
В апреле 2022 года компания Meta, подводя итоги работы за первый квартал 2022 года, заявила об активной деятельности сети влияния белорусского КГБ в Интернете по публикации в соцсетях фейковых сообщений на польском и английском языках о капитуляции украинских войск и бегстве руководства Украины в первый день российского вторжения в Украину (24 февраля 2022 года). В марта 2022 эта же сеть участвовала в попытке организации антиправительственной демонстрации в Польше.

## Законодательная база деятельности
Целью деятельности Комитета государственной безопасности Республики Беларусь является: обеспечение в пределах компетенции государственной политики в сфере обеспечения национальной безопасности Республики Беларусь, осуществление регулирования и управления в сфере обеспечения безопасности личности, общества и государства в пределах своих полномочий и координация деятельности в этой сфере других республиканских органов государственного управления, а также непосредственно реализация основных направлений деятельности и задач органов государственной безопасности
.
Основные задачи КГБ Республики Беларусь:
- защита независимости и территориальной целостности Республики Беларусь, обеспечение национальной безопасности Республики Беларусь в политической, экономической, военно-стратегической, научно-технической, информационной, гуманитарной и экологической сферах
- информирование Президента Республики Беларусь и по его поручению соответствующих государственных органов и иных организаций по вопросам состояния национальной безопасности Республики Беларусь
- разработка и осуществление мероприятий по оказанию содействия государственным органам и иным организациям в реализации мер по политическому, социально-экономическому развитию и научно-техническому прогрессу Республики Беларусь
- организация и осуществление в пределах своей компетенции внешней разведки
- предупреждение, выявление и пресечение разведывательной и иной деятельности специальных служб и организаций иностранных государств, а также отдельных лиц, направленной на причинение вреда национальной безопасности Республики Беларусь
- борьба в пределах своей компетенции с террористической и иной экстремистской деятельностью, организованной преступностью и коррупцией, контрабандой, незаконной миграцией, незаконным оборотом наркотических средств, психотропных веществ и их прекурсоров, оружия, ядерных материалов и их компонентов, а также иных объектов экспортного контроля
- предупреждение, выявление, пресечение преступлений, дознание и предварительное следствие по которым законодательными актами Республики Беларусь отнесены к ведению органов государственной безопасности
- реализация предусмотренных законодательством Республики Беларусь полномочий в сфере защиты государственных секретов
- обеспечение государственных органов и иных организаций правительственной и оперативной связью, а также организация и обеспечение криптографической и инженерно-технической безопасности шифрованной, засекреченной и кодированной связи в Республике Беларусь и организациях Республики Беларусь, находящихся за её пределами, осуществление государственного контроля за этой деятельностью

Контроль за деятельностью органов государственной безопасности осуществляют:
- Президент Республики Беларусь
- Совет Министров Республики Беларусь в пределах полномочий, делегированных ему Президентом Республики Беларусь

Надзор за точным и единообразным соблюдением органами государственной безопасности законов и иных актов законодательства Республики Беларусь обеспечивают:
- Генеральный прокурор Республики Беларусь
- Прокуроры, подчинённые Генеральному прокурору, в пределах их компетенции

## Структура органов
- Главное управление контрразведывательной деятельности
- Главное управление защиты конституционного строя и борьбы с терроризмом
- Главное управление экономической безопасности и борьбы с коррупцией
- Главное управление обеспечения оперативно-розыскной деятельности
- Управление правительственной связи
- Управление военной контрразведки (УВКР)[тарашк.]
- Управление внешней разведки
- Следственное управление
- Управление кадров
- государственное предприятие «Санаторий „Лесное“ КГБ Республики Беларусь»

В каждой области имеются областные подразделения:
- Управление КГБ по Брестской области[тарашк.]
- Управление КГБ по Витебской области[тарашк.]
- Управление КГБ по Гродненской области[тарашк.]
- Управление КГБ по Гомельской области[тарашк.]
- Управление КГБ по Могилёвской области[тарашк.]
- Управление КГБ по Минску и Минской области[тарашк.]

## Руководство КГБ Белоруссии

### Председатели КГБ Белоруссии
| Имя                                           | Звание            | Дата назначения на должность | Дата снятия с должности |
| --------------------------------------------- | ----------------- | ---------------------------- | ----------------------- |
| Ширковский, Эдуард Иванович (1932—2002)       | генерал-полковник | 30 октября 1990              | 25 января 1994          |
| Лавицкий, Геннадий Михайлович (1942—2013)     | генерал-лейтенант | 22 февраля 1994              | 21 июля 1994            |
| Егоров, Владимир Демьянович (1939—2016)       | генерал-лейтенант | 28 июля 1994                 | 20 декабря 1995         |
| Мацкевич, Владимир Александрович (род. 1947)  | генерал-лейтенант | 20 декабря 1995              | 27 ноября 2000          |
| Ерин, Леонид Тихонович (род. 1951)            | генерал-лейтенант | 27 ноября 2000               | 18 ноября 2004          |
| Сухоренко, Степан Николаевич (род. 1957)      | генерал-лейтенант | 20 января 2005               | 17 июля 2007            |
| Жадобин, Юрий Викторович (род. 1954)          | генерал-майор     | 17 июля 2007                 | 15 июля 2008            |
| Жадобин, Юрий Викторович (род. 1954)          | генерал-лейтенант | 17 июля 2007                 | 15 июля 2008            |
| Зайцев, Вадим Юрьевич (род. 1964)             | генерал-майор     | 15 июля 2008                 | 9 ноября 2012           |
| Зайцев, Вадим Юрьевич (род. 1964)             | генерал-лейтенант | 15 июля 2008                 | 9 ноября 2012           |
| Мальцев, Леонид Семёнович (и. о.) (род. 1949) | генерал-полковник | 9 ноября 2012                | 16 ноября 2012          |
| Вакульчик, Валерий Павлович (род. 1964)       | генерал-лейтенант | 16 ноября 2012               | 3 сентября 2020         |
| Тертель, Иван Станиславович (род. 1964)       | генерал-майор     | с 3 сентября 2020            |                         |

### Первые заместители Председателя КГБ Республики Беларусь
| Имя                                     | Звание            | Дата назначения на должность | Дата снятия с должности | Примечания                                   |
| --------------------------------------- | ----------------- | ---------------------------- | ----------------------- | -------------------------------------------- |
| Шкурдь, Геннадий Михайлович (1940—1999) | Генерал-майор     | 1991                         | 21 января 1992          |                                              |
| Арцыков, Валерий Дмитриевич (1941—2012) | Генерал-майор     | 13 апреля 1994               | 31 августа 1994         |                                              |
| Кез, Валерий Викторович (р. 19**)       | Генерал-майор     | 28 июля 1994                 | 20 декабря 1995         |                                              |
| Ерин, Леонид Тихонович (р. 1951)        | Генерал-лейтенант | 20 декабря 1995              | 25 сентября 2000        |                                              |
| Сухоренко, Степан Николаевич (р. 1957)  | Генерал-майор     | 17 октября 2000              | 20 января 2005          |                                              |
| Дементей, Василий Иванович (р. 1954)    | Генерал-майор     | 20 января 2005               | 17 июля 2007            |                                              |
| Вегера, Виктор Павлович (р. 1958)       | Генерал-майор     | 1 октября 2007               | 1 апреля 2013           | 1-й заместитель по контрразвед. деятельности |
| Сергеенко, Игорь Петрович (р. 1963)     | Генерал-майор     | 12 апреля 2013               | 16 декабря 2013         | 1-й заместитель по контрразвед. деятельности |
| Сергеенко, Игорь Петрович (р. 1963)     | Генерал-майор     | 16 декабря 2013              | 6 декабря 2019          | 1-й заместитель Председателя КГБ РБ          |
| Теребов, Сергей Евгеньевич (р. 1972)    | Генерал-майор     | 25 февраля 2020              | по настоящее время      |                                              |

### Заместители Председателя КГБ Республики Беларусь
| Имя                                       | Звание            | Дата назначения на должность | Дата снятия с должности | Примечания                                                                                      |
| ----------------------------------------- | ----------------- | ---------------------------- | ----------------------- | ----------------------------------------------------------------------------------------------- |
| Лавицкий, Геннадий Михайлович (1942—2013) | Генерал-майор     | 1988                         | 19 июня 1992            | заместитель Председателя КГБ РБ                                                                 |
| Лавицкий, Геннадий Михайлович (1942—2013) | Генерал-лейтенант | 19 июня 1992                 | 22 февраля 1994         | начальник Управления контрразведки КГБ РБ                                                       |
| Кулеш, Александр Романович (р. 19**)      | Генерал-майор     | 3 апреля 1992                | 7 августа 2002          |                                                                                                 |
| Кез, Валерий Викторович (р. 19**)         | Генерал-майор     | 19 июня 1992                 | 28 июля 1994            | начальник Управления военной контрразведки КГБ РБ                                               |
| Минько, Иван Яковлевич (р. 19**)          | Генерал-майор     | 8 июня 1994                  | 31 августа 1994         |                                                                                                 |
| Юркин, Иван Захарович (р. 1949)           | Генерал-майор     | 1994                         | 10 октября 1995         |                                                                                                 |
| Ерин, Леонид Тихонович (р. 1951)          | Генерал-лейтенант | 20 октября 1995              | 20 декабря 1995         |                                                                                                 |
| Наркевич, Геннадий Семёнович (р. 1946)    | Генерал-майор     | 8 февраля 1996               | 27 ноября 2000          |                                                                                                 |
| Сухоренко, Степан Николаевич (р. 1957)    | Полковник         | 5 ноября 1997                | 25 августа 1998         |                                                                                                 |
| Матюшко, Владимир Николаевич (р. 19**)    | Генерал-майор     | 20 января 1999               | 10 ноября 1999          |                                                                                                 |
| Зарецкий, Анатолий Антонович (р. 19**)    | Генерал-майор     | 4 июля 2000                  | 20 января 2005          |                                                                                                 |
| Никитин, Валентин Захарович (р. 1944)     | Генерал-майор     | 27 ноября 2000               | 7 августа 2002          |                                                                                                 |
| Свороб, Николай Константинович (р. 19**)  | Генерал-майор     | 31 октября 2002              | 20 января 2005          | заместитель Председателя КГБ РБ                                                                 |
| Свороб, Николай Константинович (р. 19**)  | Генерал-майор     | 20 января 2005               | 1 октября 2007          | начальник ГУ экономической безопасности и борьбы с коррупцией КГБ РБ                            |
| Тананайко, Николай Владимирович (р. 19**) | Генерал-майор     | 31 октября 2002              | 20 января 2005          |                                                                                                 |
| Вегера, Виктор Павлович (р. 1958)         | Генерал-майор     | 20 января 2005               | 1 октября 2007          | начальник ГУ контрразведки КГБ РБ                                                               |
| Третьяк, Пётр Владимирович (р. 19**)      | Генерал-майор     | 20 января 2005               | 1 октября 2007          | начальник ГУ обеспечения оперативно-розыскной деятельности                                      |
| Третьяк, Пётр Владимирович (р. 19**)      | Генерал-майор     | 1 октября 2007               | 2 января 2010           | заместитель Председателя КГБ РБ по обеспечению оперативно-розыскной деятельности                |
| Смоленский, Николай Зиновьевич (р. 19**)  | Генерал-майор     | 1 октября 2007               | 22 января 2010          | заместитель Председателя КГБ РБ по кадровому обеспечению и организационной работе               |
| Тертель, Иван Станиславович (р. 1964)     | Генерал-майор     | 24 ноября 2008               | 16 декабря 2013         | заместитель Председателя КГБ РБ по обеспечению экономической безопасности и борьбе с коррупцией |
| Тертель, Иван Станиславович (р. 1964)     | Генерал-майор     | 16 декабря 2013              | 4 июня 2020             | заместитель Председателя КГБ РБ                                                                 |
| Бахматов, Игорь Андреевич (р. 19**)       | Полковник         | 22 января 2010               | 3 мая 2012              | заместитель Председателя КГБ РБ по кадровому обеспечению и организационной работе               |
| Бахматов, Игорь Андреевич (р. 19**)       | Генерал-майор     | 22 января 2010               | 3 мая 2012              | заместитель Председателя КГБ РБ по кадровому обеспечению и организационной работе               |
| Дедков, Леонид Николаевич (р. 1964)       | Полковник         | 22 января 2010               | 2013                    | заместитель Председателя КГБ РБ по кадровому обеспечению и организационной работе               |
| Дедков, Леонид Николаевич (р. 1964)       | Генерал-майор     | 22 января 2010               | 2013                    | заместитель Председателя КГБ РБ по кадровому обеспечению и организационной работе               |
| Захаров, Алексей Иванович (р. 19**)       | Полковник         | 20 декабря 2008              | 16 октября 2012         | начальник Управления военной контрразведки КГБ РБ                                               |
| Захаров, Алексей Иванович (р. 19**)       | Генерал-майор     | 20 декабря 2008              | 16 октября 2012         | начальник Управления военной контрразведки КГБ РБ                                               |
| Бусько, Игорь Евгеньевич (р. 1963)        | Полковник         | 12 апреля 2013               | 16 декабря 2013         | заместитель Председателя КГБ РБ по кадровому обеспечению и организационной работе               |
| Бусько, Игорь Евгеньевич (р. 1963)        | Генерал-майор     | 16 декабря 2013              | 18 июня 2018            | заместитель Председателя КГБ РБ                                                                 |
| Чернышёв, Олег Анатольевич (р. 19**)      | Полковник         | 4 апреля 2014                | 18 октября 2021         | заместитель Председателя КГБ РБ                                                                 |
| Чернышёв, Олег Анатольевич (р. 19**)      | Генерал-майор     | 4 апреля 2014                | 18 октября 2021         | заместитель Председателя КГБ РБ                                                                 |
| Калач, Владимир Викторович (1969—2024)    | Генерал-майор     | 30 июня 2018                 | 29 июля 2021            | заместитель Председателя КГБ РБ                                                                 |
| Реуцкий, Дмитрий Васильевич (р. 19**)     | Генерал-майор     | 20 июля 2020                 | по настоящее время      | заместитель Председателя КГБ РБ                                                                 |
| Гладышев, Сергей Сергеевич (р. 19**)      | Генерал-майор     | 2021                         | по настоящее время      | заместитель Председателя КГБ РБ                                                                 |

### Начальники областных управлений КГБ Республики Беларусь
по Брестской области
| Имя                                         | Звание        | Дата назначения на должность | Дата снятия с должности |
| ------------------------------------------- | ------------- | ---------------------------- | ----------------------- |
| Мацкевич, Владимир Александрович (р. 1947)  | Генерал-майор | 26 октября 1994              | 20 декабря 1995         |
| Холяво, Бронислав Брониславович (1953—2000) | Полковник     | 20 декабря 1995              | 1 февраля 2000          |
| Холяво, Бронислав Брониславович (1953—2000) | Генерал-майор | 20 декабря 1995              | 1 февраля 2000          |
| Аксючиц, Пётр Григорьевич (р. 19**)         | Полковник     | 23 марта 2000                | 20 января 2005          |
| Бахматов, Игорь Андреевич (р. 19**)         | Полковник     | 20 января 2005               | 10 июля 2008            |
| Бахматов, Игорь Андреевич (р. 19**)         | Генерал-майор | 20 января 2005               | 10 июля 2008            |
| Дедков, Леонид Николаевич (р. 1964)         | Полковник     | 10 июля 2008                 | 22 января 2010          |
| Дедков, Леонид Николаевич (р. 1964)         | Генерал-майор | 10 июля 2008                 | 22 января 2010          |
| Бусько, Игорь Евгеньевич (р. 1963)          | Полковник     | 22 января 2010               | 12 апреля 2013          |
| Бусько, Игорь Евгеньевич (р. 1963)          | Генерал-майор | 22 января 2010               | 12 апреля 2013          |
| Езерский, Вячеслав Васильевич (р. 19**)     | Полковник     | 12 апреля 2013               | 30 июня 2018            |
| Езерский, Вячеслав Васильевич (р. 19**)     | Генерал-майор | 12 апреля 2013               | 30 июня 2018            |
| Гладышев, Сергей Сергеевич (р. 19**)        | Генерал-майор | с 30 июня 2018               | 2021                    |
| Радьков, Максим Владимирович (р. 19**)      |               | 2021                         | по настоящее время      |

по Витебской области
| Имя                                         | Звание        | Дата назначения на должность        | Дата снятия с должности |
| ------------------------------------------- | ------------- | ----------------------------------- | ----------------------- |
| Рабчонок, Николай Константинович (р. 1949)  | Генерал-майор | до 18 октября 1994; 28 октября 1994 | 11 октября 2001         |
| Дементей, Василий Иванович (р. 1954)        | Генерал-майор | 14 ноября 2001                      | 20 января 2005          |
| Полещук, Владимир Иванович (р. 19**)        | Полковник     | 20 января 2005                      | 1 октября 2007          |
| Герасименко, Геннадий Анатольевич (р. 1960) | Полковник     | 1 октября 2007                      | 10 апреля 2012          |
| Арчаков, Владимир Юрьевич (р. 1967)         | Полковник     | 10 апреля 2012                      | 21 февраля 2014         |
| Феоктистов, Сергей Михайлович (р. 19**)     | Полковник     | 21 февраля 2014                     | 30 июня 2018            |
| Столярчук, Олег Валерьевич (р. 19**)        | Генерал-майор | с 30 июня 2018                      | по настоящее время      |

по Гомельской области
| Имя                                      | Звание    | Дата назначения на должность | Дата снятия с должности |
| ---------------------------------------- | --------- | ---------------------------- | ----------------------- |
| Никитин, Валентин Захарович (р. 1944)    | Полковник | 28 октября 1994              | 22 августа 1996         |
| Короткевич, Николай Михайлович (р. 19**) | Полковник | 22 августа 1996              | 14 ноября 2001          |
| Цакун, Анатолий Алексеевич (р. 19**)     | Полковник | 14 ноября 2001               | 22 декабря 2005         |
| Корж, Иван Алексеевич (р. 1961)          | Полковник | 22 декабря 2005              | 22 января 2010          |
| Лесковский, Иван Анатольевич (р. 1963)   | Полковник | 22 января 2010               | 2 апреля 2014           |
| Теребов, Сергей Евгеньевич (р. 1972)     | Полковник | 6 мая 2014                   | 25 февраля 2020         |
| Мельников, Александр Кузьмич (р. 1975)   | Полковник | с 25 февраля 2020            | по настоящее время      |

по Гродненской области
| Имя                                         | Звание        | Дата назначения на должность | Дата снятия с должности |
| ------------------------------------------- | ------------- | ---------------------------- | ----------------------- |
| Степаненко, Леонид Дмитриевич (р. 19**)     | Генерал-майор |                              | 18 октября 1994         |
| Матюшко, Владимир Николаевич (р. 19**)      | Генерал-майор | 26 октября 1994              | 20 января 1999          |
| Свороб, Николай Константинович (р. 19**)    | Генерал-майор | 20 января 1999               | 31 октября 2002         |
| Вегера, Виктор Павлович (р. 1958)           | Генерал-майор | 31 октября 2002              | 20 января 2005          |
| Сергеенко, Игорь Петрович (р. 1963)         | Полковник     | 20 января 2005               | 22 января 2010          |
| Корж, Иван Алексеевич (р. 1961)             | Полковник     | 22 января 2010               | 23 мая 2014             |
| Терехов, Александр Александрович (р. 19**)  | Полковник     | 23 мая 2014                  | 30 июня 2018            |
| Неверовский, Александр Викторович (р. 19**) | Генерал-майор | с 30 июня 2018               | по настоящее время      |

по г. Минску и Минской области
| Имя                                        | Звание        | Дата назначения на должность | Дата снятия с должности |
| ------------------------------------------ | ------------- | ---------------------------- | ----------------------- |
| Мацкевич, Владимир Александрович (р. 1947) | Генерал-майор |                              | 18 октября 1994         |
| Новельский, Виктор Николаевич (р. 19**)    | Полковник     | 28 октября 1994              | 25 августа 1998         |
| Сухоренко, Степан Николаевич (р. 1957)     | Полковник     | 25 августа 1998              | 17 октября 2000         |
| Старовойтов, Фёдор Павлович (р. 19**)      | Полковник     | 17 октября 2000              | 20 января 2005          |
| Кузнецов, Игорь Никонович (р. 1954)        | Генерал-майор | 20 января 2005               | 22 января 2010          |
| Калач, Владимир Викторович (1969—2024)     | Генерал-майор | 22 января 2010               | 30 июня 2018            |
| Реуцкий, Дмитрий Васильевич (р. 19**)      | Генерал-майор | 30 июня 2018                 | по 20 июля 2020         |
| Козырь, Владимир Владимирович (р. 19**)    | Полковник     | 20 июля 2020                 | 2021                    |
| Терехов, Александр Александрович (р. 19**) | Генерал-майор | 2021                         | по настоящее время      |

по Могилёвской области
| Имя                                         | Звание        | Дата назначения на должность    | Дата снятия с должности |
| ------------------------------------------- | ------------- | ------------------------------- | ----------------------- |
| Наркевич, Геннадий Семёнович (р. 1946)      | Генерал-майор | 18 октября 1994 28 октября 1994 | 8 февраля 1996          |
| Тананайко, Николай Владимирович (р. 19**)   | Генерал-майор | 6 марта 1996                    | 31 октября 2002         |
| Маслаков, Валерий Анатольевич (р. 19**)     | Полковник     | 31 октября 2002                 | 22 января 2010          |
| Сергеенко, Игорь Петрович (р. 1963)         | Генерал-майор | 22 января 2010                  | 12 апреля 2013          |
| Неверовский, Александр Викторович (р. 19**) | Генерал-майор | 12 апреля 2013                  | 30 июня 2018            |
| Терехов, Александр Александрович (р. 19**)  | Генерал-майор | 30 июня 2018                    | 2021                    |
| Павлющенко, Игорь Александрович (р. 19**)   | Полковник     | ноябрь 2021                     | по настоящее время      |

## Здание Комитета государственной безопасности Республики Беларусь

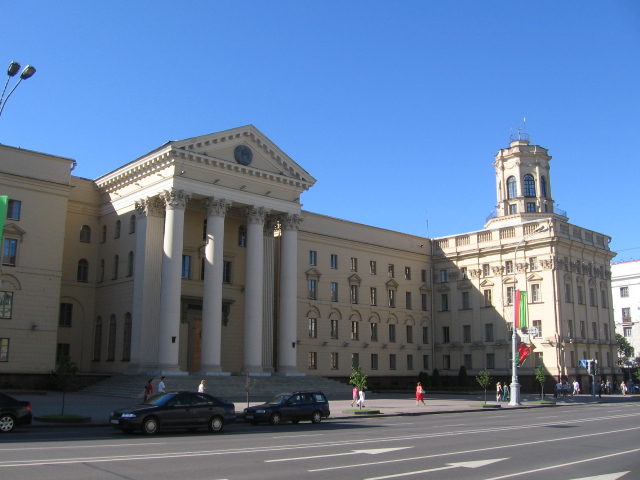
Здание КГБ РБ

Существует городская легенда, согласно которой Л. Ф. Цанава велел архитектору, проектировавшему здание МГБ, сделать башенку (нарушающую архитектурный ансамбль главного проспекта Минска). Она служила Цанаве кабинетом и позволяла следить за тренировками футболистов на стадионе «Динамо».

## База доносов КГБ
28 апреля 2024 года Киберпартизаны выложили в открытый доступ базу доносов, жалоб и других обращений в КГБ, полученных через сайт за 9 лет с сентября 2014 по август 2023 года. В сеть попали жалобы «информаторов» КГБ, предложения иностранных граждан о сотрудничестве, доносы граждан на политических активистов.  В жалобах и доносах были указаны полные данные заявителей: имя и фамилия, домашний адрес, номер телефона и электронная почта. В КГБ данную информацию никак не комментировали.

## Политические репрессии
8 апреля 2024 года комитет признал Беларусский фонд медицинской солидарности «экстремистским формированием».

### Дела о пожертвованиях
С января 2023 года КГБ начал рассылать в компании списки людей, жертвовавших в фонды ByPOL и BySOL. Под угрозой уголовного преследования таких людей заставляли перевести сумму, в 10 раз превышающую пожертвование, в указанный КГБ фонд.
28 марта 2023 года за донаты был задержан сотрудник EPAM Андрей Баранов. В доме Баранова был произведен обыск, предъявили обвинение по ст. 290−1 УК Беларуси (Финансирование террористической деятельности). Санкция статьи предусматривает наказание от 8 до 12 лет лишения свободы. Впоследствии был освобождён в связи с отсутствием доказательств и закрытием уголовного дела.